# Santa Cruz, Zinapécuaro
Santa Cruz är en ort i Mexiko.   Den ligger i kommunen Zinapécuaro och delstaten Michoacán de Ocampo, i den södra delen av landet, 180 km väster om huvudstaden Mexico City. Santa Cruz ligger 2 008 meter över havet och antalet invånare är 243.
Terrängen runt Santa Cruz är huvudsakligen kuperad, men västerut är den platt. Runt Santa Cruz är det ganska tätbefolkat, med 90 invånare per kvadratkilometer. Närmaste större samhälle är Zinapécuaro, 4,3 km nordväst om Santa Cruz. I omgivningarna runt Santa Cruz växer i huvudsak blandskog.